# Sunyer av Barcelona
Sunyer av Barcelona, död 950, var regerande greve av Barcelona mellan 911 och 947.
Han övergav den defensiva politiken mot morerna och bedrev istället krig mot dem och expanderade och befolkade nya områden på morernas bekostnad.